# Raggi's paradijsvogel
Raggi's paradijsvogel (Paradisaea raggiana) is een zangvogel uit de familie Paradisaeidae (paradijsvogels) en de superfamilie Corvoidea. Het is een van de fraaiste en grootste paradijsvogels. Deze vogel werd in 1873 door de Engelse jurist en zoöloog Philip Lutley Sclater beschreven en vernoemd naar de Italiaanse natuuronderzoeker, markies Francesco Raggi (1807-1887).

## Kenmerken

### Snavel en oog
De vorm van de snavel is typisch voor een omnivoor: lang en stevig met een lengte van 3,5 tot 4 cm, opvallende grijsblauwe gekleurd bij het mannetje, bruin bij het vrouwtje. Deze snavel is geschikt voor zowel het kraken van noten als het vangen van insecten.

Bijzonder opvallend is de gele iris die contrasteert met de zwarte oogleden. Het oog is omgeven door korte veertjes.

### Verenkleed
De keel heeft een smaragdgroene kleur die maakt dat de vogel er indrukwekkend mooi uitziet. De veren kunnen worden opgezet tijdens de balts; hiervoor zorgen kleine spieren van de nek. Vogels in noordelijke streken gebruiken ook deze spieren om hun veren tegen de koude op te zetten, waardoor het verenpak de warmte beter vasthoudt en de vogels groter lijken.
Bij de mannetjes is de kop van boven felgeel, met een groene keel; daaronder is het verenkleed donkerrood. Echter, daar is niet veel van te zien, omdat het verenpak overgaat in lange pluimen. Zonder deze sierveren zou de vogel maar 33 centimeter lang zijn. Door deze sierveren wordt de vogel wel 70 cm lang!
Het vrouwtje is onopvallend, het hele lichaam is min of meer bruin. Alleen de hals en een smalle band rond de hals hebben een gele kleur.
De tientallen prachtig rode sierveren van het mannetje van de Raggi's paradijsvogel kunnen tijdens de balts worden opgezet, net als de twee staartveren. Ook sommige staartveren zijn sierveren die uitgroeien tot meer dan een halve meter in lengte. Het duurt vijf of zes jaar voor het mannetje dit verenkleed heeft; daarvoor lijkt hij meer op het vrouwtje.

## Voortplanting en gedrag
Raggi's paradijsvogel paart in de periode augustus tot februari. Het vrouwtje legt daarna één tot twee eieren; de broedtijd is ongeveer 14 dagen.
De mannetjes zijn solitair, maar de vrouwtjes leven met jonge mannelijke nakomelingen in kleine groepen, waarbinnen geen paarvorming optreedt. Na de balts en de paring verlaat het mannetje onmiddellijk het vrouwtje en zij verzorgt het broedsel.
Raggi's paradijsvogels zijn slimme, beweeglijke vogels die betrekkelijk tam zijn. De mannetjes kunnen ondanks hun ingewikkelde verenkleed heel goed vliegen. Raggi's paradijsvogel kan 10 tot 15 jaar oud worden.

## Voorkomen en leefgebied
Raggi's paradijsvogel komt voor in laaglandbossen, secondair bos en grote tuinen in noordoostelijk en zuidoostelijk Nieuw Guinea. Er zijn vier ondersoorten:
- P. r. salvadorii: zuidelijk-centraal en het westelijk deel van zuidoostelijk Nieuw-Guinea.
- P. r. raggiana: oostelijk deel van zuidoostelijk Nieuw-Guinea.
- P. r. intermedia: noordelijke kust van zuidoostelijk Nieuw-Guinea.
- P. r. augustaevictoriae: noordoostelijk Nieuw-Guinea. De abrikoos-gekleurde sierveren van het mannetje hebben bij dit type een geel uiteinde.

## Status
Over de grootte van de populatie zijn geen exacte cijfers, maar de IUCN veronderstelt dat de drempel voor het criterium kwetsbaar niet wordt bereikt, dat wil zeggen dat de populatie groter is dan 10.000 volwassen individuen en binnen het beschreven gebied min of meer stabiel is (niet daalt met een snelheid van meer dan 10% in tien jaar) en dus niet bedreigd is.

## Trivia

Vlag van Papoea-Nieuw-Guinea

Raggi's Paradijsvogel staat afgebeeld op de vlag van Papoea-Nieuw-Guinea en is ook het symbool van de nationale luchtvaartmaatschappij Air Niugini.